# (27177) 1999 BU3
1999 بي يو 3 (ويعرف أيضًا باسم (27177) 1999 بي يو 3 وفق تسمية الكوكب الصغير) (بالإنجليزية: 1999 BU3)‏ هو كويكب ضمن حزام الكويكبات؛ وترتيبه 27177 من حيث الاكتشاف.
اكتُشف هذا الجُرم الفلكي بواسطة كورادو كورليفيتش في 19 يناير 1999.

## وصلات خارجية
- (27177) 1999 BU3 في قاعدة بيانات مختبر الدفع النفاث لأجرام النظام الشمسي الصغيرة

- الاكتشاف · مخطط المدار ·  العناصر المدارية · المعلمات المادية

- (27177) 1999 BU3 على موقع ويكي سكاي: DSS2, SDSS, GALEX, IRAS, Hydrogen α, X-Ray, Astrophoto, Sky Map, Articles and images